# Pókember határok nélkül
A Pókember határok nélkül (Spider-Man Unlimited) rajzfilmsorozat, amely a népszerű Pókember-képregényekből alakult ki. A műsort az eredeti képregények megalkotói, Stan Lee és Steve Ditko készítették. Ebben a műsorban a szuperhős kalandjai folytatódnak: újabb csatákba keveredik, új barátokra és ellenségekre is szert tesz, miközben megpróbálja titokban tartani kilétét az egyszerű emberek elől. Amerikában 1999. október 2.-től 2001. március 31.-ig ment a sorozat. Az USA-ban a Fox vetítette, Magyarországon a Jetix mutatta be. A Pókember határok nélkül 1 évadot élt meg 13 epizóddal. Képregényeket és DVD-ket is adtak ki a rajzfilm alapján.

## Epizódok
|    | Epizód címe magyar nyelven | Epizód címe eredeti nyelven |
| -- | -------------------------- | --------------------------- |
| 1  | Világok között 1.rész      | Worlds Apart Part One       |
| 2  | Világok között 2.rész      | Worlds Apart Part Two       |
| 3  | Ahol a gonosz lakozik      | Where Evil Nests            |
| 4  | Halálos választás          | Deadly Choices              |
| 5  | Acélhideg szív             | Steel Cold Heart            |
| 6  | A vadász közbelép          | Enter the Hunter!           |
| 7  | Rikolt a keselyű           | Cry Vulture                 |
| 8  | Reményfoszlányok           | Ill-Met by Moonlight        |
| 9  | Életben maradás            | Sustenance                  |
| 10 | Szívből jövő gondok        | Matters of the Heart        |
| 11 | Egyedül a rengetegben      | One Is the Loneliest Number |
| 12 | Atyáink bűnei              | Sins of the Fathers         |
| 13 | Elszabadul a pokol         | Destiny Unleashed           |